# Casa Campos Carrera
La casa Campos Carrera és un edifici de la ciutat d'Alacant situat a la plaça de l'Abat Penalva número 1, enfront de la cocatedral de Sant Nicolau de Bari. Està catalogat com Bé de Rellevància Local.
Va ser construït entre 1905 i 1908 seguint el projecte de l'arquitecte Enrique Sánchez Sedeño. El seu estil arquitectònic és l'eclecticisme, ja que combina referències historicistes i modernistes. Durant la seua construcció va ser modificat el projecte original amb la desaparició de l'àtic i la cornisa previstos i amb l'afegiment d'una tercera planta d'habitatges.